# Минчо Кънчев
Минчо Кънчев Стоянов е български свещеник и революционер, деец на националноосвободителното движение, диарбекирски заточеник, автор на една от последните български илюстровани ръкописни книги „Видрица“.

## Биография
Минчо Кънчев е роден в 1836 година в старозагорското село Арабаджиево, днес Коларово, тогава в Османската империя. Учителства в родното си село от 1856 до 1862 година, когато е ръкоположен за свещеник. Привлечен е към революционното дело. Като инспектор на селските училища в Старозагорско разпростира мрежата на революционните комитети. В 1873 година след разкритията на Хасковското съзаклятие е арестуван и заточен в Диарбекир. Освободен е в 1878 година с общата амнистия след Руско-турската война.
Автор на „Видрица“ - една от последните български ръкописни книги през периода на Възраждането. Част от книгата са „Диарбекирските спомени“. През 1955 г. „Диарбекирските спомени“ са приети в Държавна агенция „Архиви“ – Стара Загора. Регистрирани са като фонд 65К и представляват първият личен фонд в архива. Документите са със статут на „особено ценни и уникални“ и дават изключително важни и правдоподобни сведения за развитието на революционното движение в Старозагорския край.
Умира на 21 октомври 1904 година.